# ニナ・コンパネーズ
ニナ・コンパネーズ（Nina Companeez、 - Companéezとも、1937年8月26日 ブーローニュ＝ビヤンクール - 2015年4月9日 パリ）は、フランスの映画監督、脚本家、編集技師、劇作家。映画、テレビだけでなく、舞台にも取り組む作家である。

## 来歴・人物
- 1937年8月26日、フランス・オー＝ド＝セーヌ県のブーローニュ＝ビヤンクールに生まれる。父は脚本家ジャック・コンパネーズ（Jacques Companeez、1906年 - 1956年）、女優ヴァランティーヌ・ヴァレラ（Valentine Varela）の母である。
- 1961年9月29日、24歳のときに、共同脚本・編集をつとめたミシェル・ドヴィル監督の『Ce soir ou jamais（今夜じゃなきゃダメ）』がフランスで公開される。主演アンナ・カリーナ。これが脚本家としても編集技師としてもデビュー作である。本作以降、1971年の『ラファエルあるいは道楽者』までのドヴィル監督のほとんどすべての作品（計12本）の共同脚本・編集をつとめる。ドヴィルとは同郷。
- 1971年1月12日、長編劇映画『夏の日のフォスティーヌ』がフランスで公開になり、本作で監督デビュー。プロデューサーは『シェルブールの雨傘』以降のジャック・ドゥミや『めざめ』以降のドヴィル、『バルタザールどこへ行く』でロベール・ブレッソンを手がけたマグ・ボダール。
- ミシェル・ドヴィルとの最初のコラボレーションから、彼女は、シチュエーションの優雅さとセリフの鋭さによって特徴づけられる文章を保っている[1]。

## フィルモグラフィー

### 監督
- 夏の日のフォスティーヌ Faustine et le bel été　1971年　製作マグ・ボダール
- スカートめくりのコリノのとても素敵なとても楽しい物語 L'Histoire très bonne et très joyeuse de Colinot trousse-chemise　1973年　製作マグ・ボダール、主演ブリジット・バルドー　※バルドー引退作品、日本未公開
- Comme sur des roulettes　1976年　製作マグ・ボダール
- La Muse et la Madone　1978年　主演フランソワーズ・ファビアン
- Les Dames de la côte テレビ映画　1979年　製作マグ・ボダール
- Le chef de famille テレビ映画　1982年
- Je t'aime quand même　1994年
- L'Allée du roi テレビ映画　1995年　製作マグ・ボダール
- Chanson du maçon テレビ映画　2002年　製作マグ・ボダール、主演ヴァランティーヌ・ヴァレラ

### 脚本(監督作除く)
- Ce soir ou jamais　1961年 共同脚本・編集　脚本・監督ミシェル・ドヴィル、主演アンナ・カリーナ
- Adorable Menteuse　1962年 共同脚本・編集　脚本・監督ミシェル・ドヴィル　主演マリナ・ヴラディ
- Les Petites demoiselles　1962年 中篇、テレビ尺26分　共同脚本　ミシェル・ドヴィル監督　主演フィリップ・ド・ブロカ
- 女は夜の匂い À cause, à cause d'une femme　1963年 共同脚本・編集　製作・脚本・監督ミシェル・ドヴィル、主演マリナ・ヴラディ
- Lucky Jo　共同脚本・編集　脚本・監督ミシェル・ドヴィル、主演エディ・コンスタンティーヌ、音楽ジョルジュ・ドルリュー
- L'Appartement des filles　1963年 共同脚本　脚本・監督ミシェル・ドヴィル
- モナリザの恋人 On a volé la Joconde　1965年 共同脚本　脚本・監督ミシェル・ドヴィル、主演ジョージ・チャキリス、マリナ・ヴラディ、音楽カルロ・ルスティケッリ
- Martin soldat　1966年 共同脚本・編集　脚本・監督ミシェル・ドヴィル、製作ピエール・ブロンベルジェ、音楽モーリス・ルルー、助監督クロード・ミレール
- めざめ Benjamin ou les Mémoires d'un puceau　1967年　共同脚本　監督ミシェル・ドヴィル、製作マグ・ボダール、主演ミシェル・モルガン、カトリーヌ・ドヌーヴ
- ポーラの涙 Bye bye, Barbara　1968年 共同脚本・編集　脚本・監督ミシェル・ドヴィル、製作マグ・ボダール
- 気まぐれに愛して L'Ours et la poupée　1969年 共同脚本・編集　脚本・監督ミシェル・ドヴィル、製作マグ・ボダール、主演ブリジット・バルドー、ジャン＝ピエール・カッセル、音楽エディ・ヴァルタン
- ラファエルあるいは道楽者 Raphaël ou le Débauché　1971年 共同脚本・編集　脚本・監督ミシェル・ドヴィル、製作マグ・ボダール、主演モーリス・ロネ、フランソワーズ・ファビアン、アンヌ・ヴィアゼムスキー　※第24回カンヌ国際映画祭コンペティション部門出品
- プロヴァンスの恋 Le Hussard sur le toit　1995年 脚本・監督ジャン＝ポール・ラプノー、共同脚本ジャン＝クロード・カリエール、主演ジュリエット・ビノシュ

## 註
1. 1 2  仏語版WikipediaNina Companeezの項の記述より。